# 藤原守義
藤原 守義（ふじわら の もりよし）は、平安時代前期から中期にかけての公卿。藤原北家魚名流、中納言・藤原山蔭の孫で、但馬守・藤原公利の三男。官位は従四位上・参議。

## 経歴
醍醐朝の延長2年（924年）文章生に補せられる。越前権大掾・六位蔵人・式部丞を経て、承平6年（936年）従五位下・和泉守に叙任される。
朱雀・村上・冷泉・円融の四朝35年以上の長きに亘って、和泉守のほか、天慶4年（941年）伊予守、天暦2年（948年）越前守、天暦10年（956年）丹波守、応和4年（964年）伊予守、安和3年（970年）播磨守と六ヶ国の受領を歴任。この間に治国の功労として、天慶4年（941年）従五位上、天暦2年（948年）正五位下、天暦5年（951年）従四位下、応和3年（963年）従四位上と昇進を重ねる。
天禄3年（972年）参議に任ぜられる。父・公利は地方官を歴任して従四位下に終わっていたことから、守義の公卿昇進の目は薄かったが、赫々たる地方官と認識されて治国の功労により昇叙を重ね、六国の国守を務め上げて、77歳にして遂に公卿に列した。
天禄4年（973年）宮内卿に任ぜられるが、翌天延2年（974年）正月29日に出家し、2月4日に卒去。享年79。

## 官歴
『公卿補任』による。
- 延長2年（924年） 12月：文章生（字会山、明望山雪）
- 延長6年（928年） 正月19日：越前権大掾
- 延長8年（930年） 正月：六位蔵人
- 延長9年（931年） 3月13日：民部少丞（先朝蔵人）
- 承平3年（933年） 正月13日：民部大丞
- 承平6年（936年） 正月7日：従五位下。29日：和泉守
- 天慶4年（941年） 正月7日：従五位上（治国）。3月29日：阿波守。12月1日：伊予守
- 天暦2年（948年） 正月7日：正五位下（治国）。正月11日：越前守
- 天暦5年（951年） 正月8日：従四位下（越前任中率分其勤、先年止加階、今年又叙之）
- 天暦10年（956年） 正月27日：丹波守
- 応和3年（963年） 正月7日：従四位上（丹波功。治国）
- 応和4年（964年） 正月27日：伊予守
- 安和3年（970年） 正月15日：播磨守
- 天禄3年（972年）11月27日：参議
- 天禄4年（973年） 3月20日：宮内卿
- 天延2年（974年） 正月29日：出家。2月4日：卒去

## 系譜
『尊卑分脈』による。
- 父：藤原公利
- 母：安倍氏主の娘
- 妻：平好風の娘
  - 男子：藤原永頼
  - 男子：藤原為昭
- 妻：不詳
  - 男子：藤原庶正
  - 女子：藤原為輔室
  - 女子：藤原貴子 - 典侍